# Омский научно-исследовательский институт приборостроения
АО «Омский научно-исследовательский институт приборостроения» – специализируется на разработке, производстве и сервисном обслуживании аппаратуры и комплексов радиосвязи военного и гражданского назначения. Значительное место в работах института занимает развитие критических технологий, среди которых центральную роль занимают технологии программно-определяемых средств радиосвязи (SDR-SCA технологии) и технологии Система на кристалле.

ОНИИП является центром управления омского кластера специальной связи, в который войдут 8 предприятий, включая ОмПО «Иртыш» и Омский приборостроительный завод имени Н. Г. Козицкого.

Входит в холдинговую компанию «Росэлектроника» Государственной корпорации «Ростех».
Из-за вторжения России на Украину институт находится под санкциями стран Евросоюза, США, Великобритании, Канады, Японии и некоторых других стран.

## История
Институт был учрежден в соответствии с Указом Президиума Верховного Совета и Постановлением Совета министров СССР от 26 сентября 1958 г. На базе Омского специального конструкторского бюро завода им. Козицкого, эвакуированного из Ленинграда в начале Великой Отечественной войны. Днем рождения предприятия считается 17 декабря 1958 г., когда был открыт его расчётный счет.
Создание института было продиктовано необходимостью расширения и углубления исследований в области магистральной радиоприёмной техники. Основной костяк института составили работники СКБ в количестве 82 человек. В структуру института входили радиолаборатория, конструкторская группа, технологическая группа, группа кварцевых резонаторов и макетная мастерская. Строительство первого корпуса института началось в 1959 г. С этого же года его коллектив начал пополняться молодыми специалистами – выпускниками многих известных вузов страны: Томского университета, Томского политехнического института, Новосибирского электротехнического института связи, Таганрогского радиотехнического института и других высших учебных заведений.

Тематика первых разработок Омского НИИ приборостроения - магистральные радиоприемные устройства и радиостанции мобильной радиосвязи для Министерства обороны. За успешную разработку и внедрение в серийное производство изделий третьего поколения (РПУ «Вспышка» (Р-160 П), РПУ «Брусника» (Р-155 П), семейство морских РПУ «Кашалот» (Р-680-683), а также оснащение аппаратурой связи важнейших объектов ВМФ, в том числе авианесущих крейсеров и подводных ракетоносцев, институт в 1977 г. был награждён орденом Трудового Красного Знамени.
На протяжении пятидесяти лет ОАО «ОНИИП» проводит исследования в области радиосвязи, ориентированные на решение широкого круга прикладных задач – от создания радиоэлектронных компонентов и устройств радиосвязи до сложнейших комплексов и систем связи и управления связью.

ОАО "ОНИИП" является основным разработчиком радиотехнических комплексов и специальной радиоаппаратуры для Военно-морского флота, Военно-воздушных сил, Службы внешней разведки, погранвойск и спецслужб России, а также базовым предприятием Минобороны России в области дальней КВ-радиосвязи.
В 2014 году на предприятии создана кафедра моделирования радиоэлектронных систем Омского государственного университета.

## Деятельность и продукция
ОАО «ОНИИП» представляет собой научно-производственный комплекс с полным циклом работ: от разработки до выпуска изделий и комплексов радиосвязи с собственной базой микро- и функциональной электроники. На предприятии ведётся разработка и производство продукции по следующим направлениям:
- автоматизированные радиоузлы и радиоцентры, стационарные и подвижные комплексы связи и управления;
- профессиональные широкодиапазонные радиоприёмные устройства и возбудители радиопередающих устройств военного и двойного назначения;
- аппаратура систем подвижной радиотелефонной связи;
- сухопутные и судовые, мобильные и портативные КВ-УКВ радиостанции мощностью от 2 до 5000 Вт;
- помехоустойчивые модемы и устройства обработки сигналов для автоматизированных комплексов связи;
- мобильные и стационарные антенны, антенные решетки, антенно-фидерные устройства, антенные коммутаторы, широкополосные антенные усилители;
- диагностическое оборудование для предприятий топливно-энергетического комплекса и медицинское оборудование;
- специализированная (функциональная) элементная база для аппаратуры связи – изделия пьезотехники (кварцевые резонаторы-термостаты и высокостабильные кварцевые генераторы, ПАВ-фильтры, электромеханические и кварцевые фильтры) и изделия микроэлектроники.

На авиасалоне МАКС-2015 предприятием были модернизированный комплекс технических средств мощностью 1 и 5 кВт и 16-канальное радиоприемное устройство, новейшие достижения в области функциональной микроэлектроники, устройства селекции со встроенными пассивными элементами, ПАВ-фильтры, ПАВ-микросборки и СБИС «система на кристалле», а также аэродромная радиостанция ПАР-10МС.

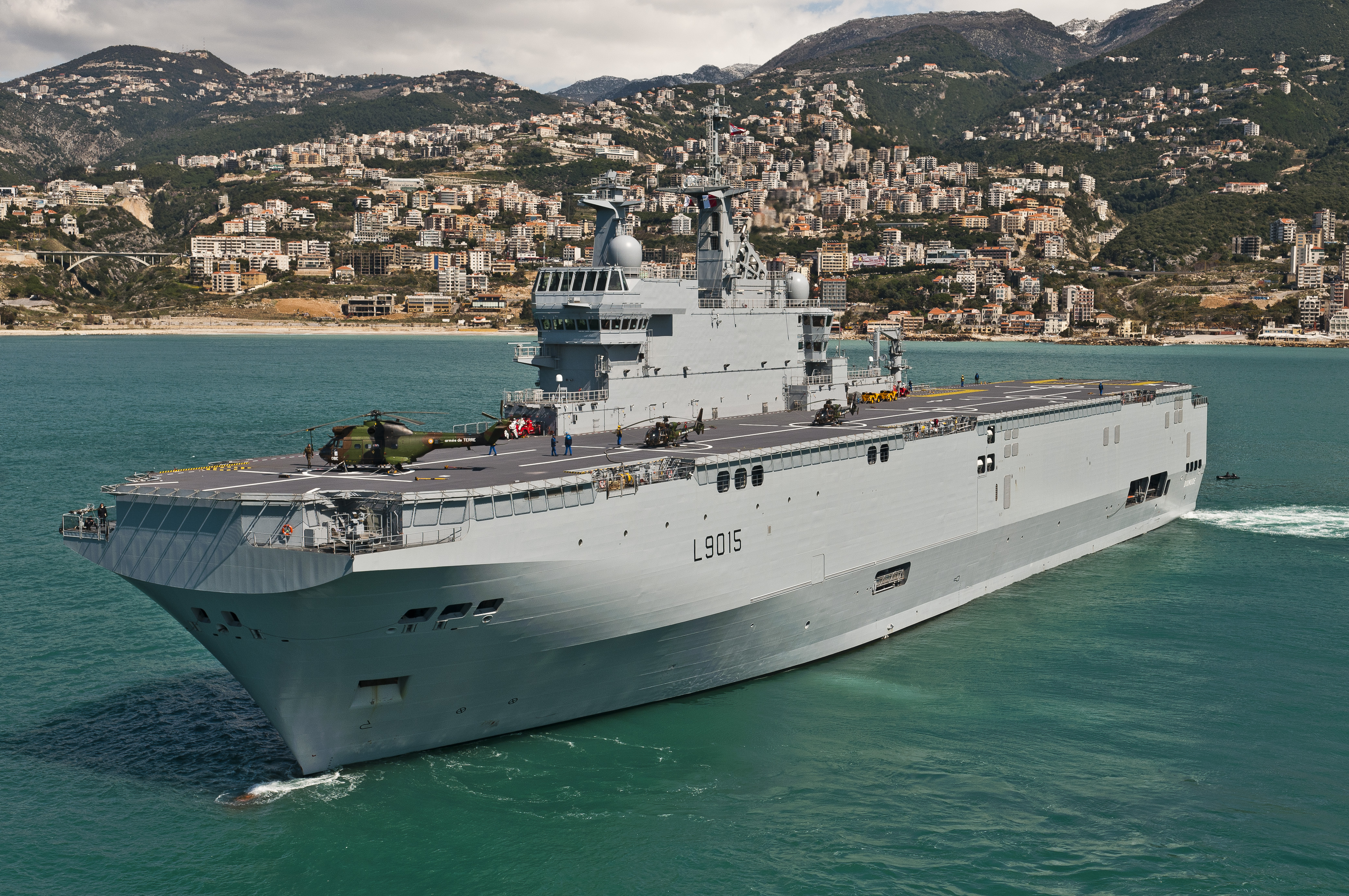
Вертолётоносец класса Мистраль

На ОАО «ОНИИП» в интересах различных заказчиков разрабатывается новая техника военного назначения, например, в 2014 году прошло испытание нового поколения систем связи для ВМФ «Ураган-Н». Систему связи, в основе которой лежит технология программно-определяемой радиосистемы (SDR, Software Defined Radio), можно запрограммировать на любой вид связи, которая может работать в скрытных и помехозащищённых каналах связи. При этом «Ураган-Н» способен работать даже при включенных системах заглушек и в помехозащищённых каналах связи, и позволяет преодолеть средства радиоэлектронной борьбы (РЭБ) потенциального противника.
Учитывая опыт производства подобной техники на предприятии, в 2011 году Минобороны России рекомендовало ОАО «ОНИИП» в качестве разработчика систем связи для вертолётоносца Мистраль.
В 2015 году на международном морском салоне в Санкт-Петербурге комплексу связи для надводных кораблей «Ураган-Н» присвоена золотая медаль. Кроме того, объявлено о том, что комплекс будет поставляться для других кораблей ВМФ, включая перспективные атомные эсминцы, авианесущие корабли, большие десантные корабли, которые разрабатываются для замены французским вертолетоносцам «Мистраль».
ОАО «ОНИИП» также участвует в создании центра обеспечения специальной связью севера России, задачей которого станет обеспечение потребностей народного хозяйства, спецслужб и военных в радиосвязи диапазонов СДВ, СВ, КВ, УКВ на Арктическом побережье России.

## Сотрудничество с ведущими мировыми компаниями
В 2011 и 2012 годах заключены соглашения с ведущими немецкими производителями оборудования мобильной радиосвязи — компаниями Rohde&Swartz и Funkwerk . Локализованные базовые станции стандарта TETRA с открытым исходным кодом планируется производить в количестве до 250 штук в год. В 2014 году силовыми органами России сертифицированы производимые ОАО «ОНИИП» в рамках соглашения взрывозащищённые терминалы закрытой мобильной связи «Янтарь-Т IP». 
В соответствии с заявлением генерального директора предприятия, в декабре 2014 "комплекс из базовых станций БС-500.3, носимых терминалов «Янтарь» и цифровой системы связи ЦСС «Янтарь-Т IP», прошёл успешные испытания и опытно-промышленную эксплуатацию на объектах «Газпрома»".
По завершении испытаний в рамках дорожной карты "Расширение использования высокотехнологичной продукции наукоемких организаций Омской области, в том числе импортозамещающей, в интересах ОАО «Газпром», ОАО «ОНИИП» включен в реестр поставщиков данной организации.

## Ключевые фигуры
Владимир Березовский – генеральный директор.